# Rożnica (gromada)
Rożnica – dawna gromada, czyli najmniejsza jednostka podziału terytorialnego Polskiej Rzeczypospolitej Ludowej w latach 1954–1972.
Gromady, z gromadzkimi radami narodowymi (GRN) jako organami władzy najniższego stopnia na wsi, funkcjonowały od reformy reorganizującej administrację wiejską przeprowadzonej jesienią 1954 do momentu ich zniesienia z dniem 1 stycznia 1973, tym samym wypierając organizację gminną w latach 1954–1972.
Gromadę Rożnica z siedzibą GRN w Rożnicy utworzono – jako jedną z 8759 gromad na obszarze Polski – w powiecie jędrzejowskim w woj. kieleckim, na mocy uchwały nr 13b/54 WRN w Kielcach z dnia 29 września 1954. W skład jednostki weszły obszary dotychczasowych gromad Rożnica ze zniesionej gminy Słupia i Sieńsko ze zniesionej gminy Nagłowice w tymże powiecie. Dla gromady ustalono 16 członków gromadzkiej rady narodowej.
31 grudnia 1961 gromadę zniesiono, a jej obszar włączono do gromad Trzciniec (wieś Sieńsko oraz kolonie Trzciniec, Łowinia, Podgaj, Łopata, Góra, Podlesie, Sieńko, Staw, Sieńko Górki i Rakoszyn) i Słupia (wieś Rożnica oraz kolonie Wzroek, Sędziszów, Piaski, Zakarczmie, Rożnica Szkoła, Rożnica Sierociniec, Słupia, Podrębie i Podlesie).